# Thomas Wyatt (junior)

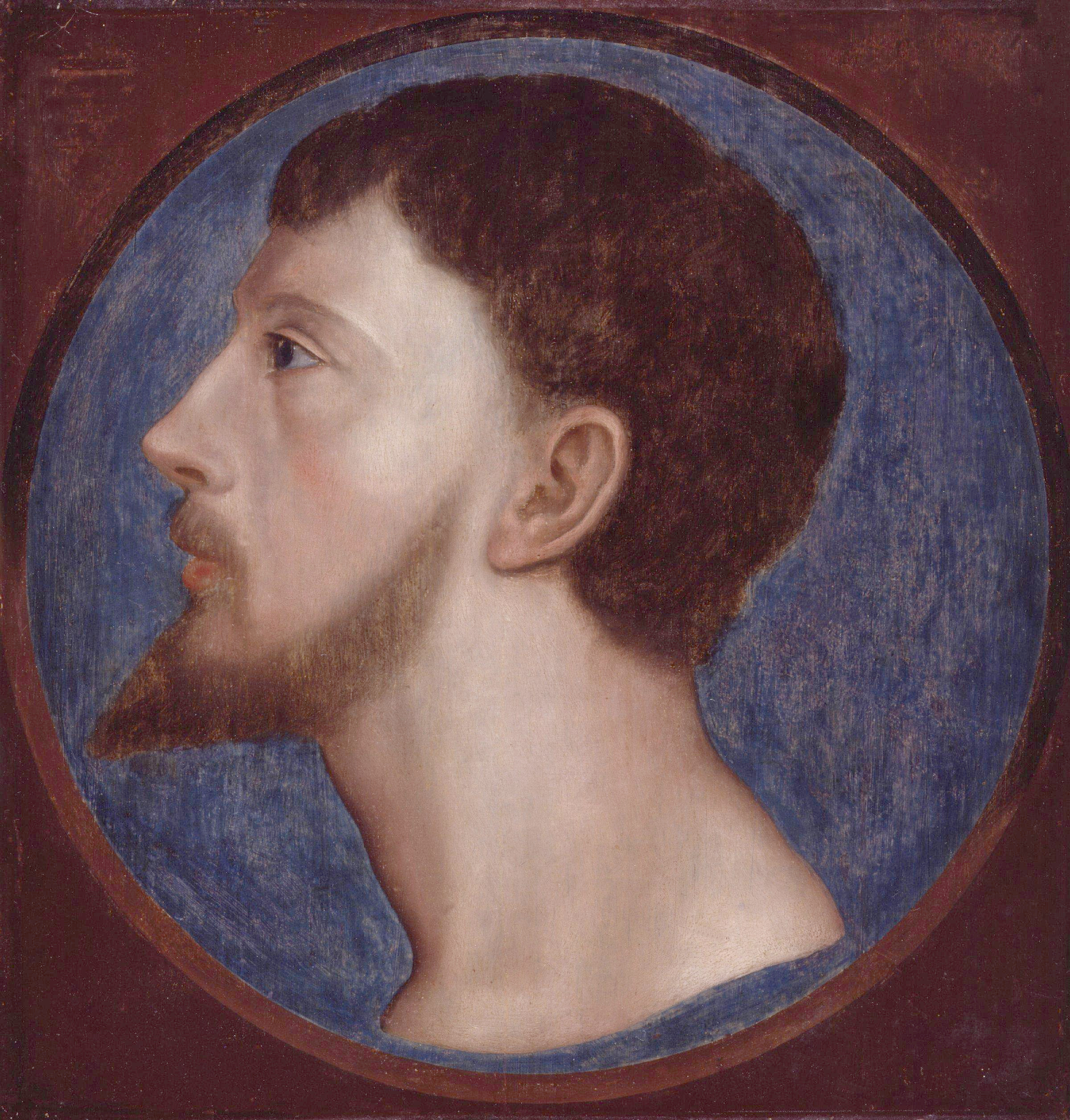
Thomas Wyatt

Thomas Wyatt (Allington Castle, 1521 – 11 april 1554) was Engelse edelman. Hij leidde in 1554 een opstand tegen de toenmalige koningin van Engeland, Maria I.  Hij was een zoon van de befaamde Engelse dichter Thomas Wyatt.

## Biografie
In 1554 werd bekend dat de Engelse koningin Maria I trouwplannen had met de prins van Spanje Filips II, de zoon van keizer Karel V. Maria I was evenals Filips II katholiek en wilde de katholieke staatsgodsdienst in Engeland veiligstellen door met hem te trouwen. Veel protestanten waren daarop tegen.
Thomas Wyatt leidde een opstand samen met Henry Grey, de vader van Jane Grey die in 1553 enkele dagen koningin van Engeland was geweest. De opstand mislukte. Wyatt werd ter dood veroordeeld en op 11 april 1554 geëxecuteerd. Maria I trouwde uiteindelijk met Filips II.
Maria's jongere zuster prinses Elizabeth, die protestants was, werd ervan beschuldigd met Wyatt samengewerkt te hebben. Wyatt heeft dit altijd ontkend.
- Gemeinsame Normdatei: 130851582
- International Standard Name Identifier: 0000 0000 2352 7535
- Library of Congress Control Number: n83180155
- Nationale Bibliotheek van Israël: 987007275107005171
- SNAC: w6w38fjh
- Virtual International Authority File: 65122662
- WorldCat: E39PBJpPHpgd8DxdjKJf6Pq84q